# Göran Anton Albert von Knorring
Göran Anton Albert von Knorring, född 20 februari 1691, död 14 januari 1766, var en svensk friherre, hovrättsråd och lagman.
Han blev 1719/1721 assessor i Göta hovrätt och hovrättsråd där 1730 . Han var lagman i Älvsborgs läns lagsaga 1733 och i hela Västergötlands och Dals lagsaga från 1749 till 1750. Riddare av Nordstjärneorden 1759.
Innehavare av Redberga i Marka socken och Strömsberg i Ljungarums socken.